# Philodromus guineensis
Philodromus guineensis es una especie de araña cangrejo del género Philodromus, familia Philodromidae. Fue descrita científicamente por Millot en 1942.

## Distribución
Esta especie se encuentra en Guinea y Costa de Marfil.